# Tyler Palmer
Tyler Reuben Palmer (* 22. Juni 1950 in North Conway, New Hampshire) ist ein ehemaliger US-amerikanischer Skirennläufer. Palmer gehörte Anfang der 1970er Jahre zusammen mit seinem Bruder Terry zu den besten Slalomläufern seines Landes.
Zwischen März 1970 und Dezember 1971 konnte er sich bei neun Weltcuprennen unter den besten Zehn platzieren. Zwei Slalomwettbewerbe entschied er für sich. In der Gesamtwertung des Skiweltcups kam Palmer in der Saison 1970/71 auf den zehnten Rang. In der Slalomwertung wurde er in dieser Saison Dritter.
Palmer nahm 1972 auch an den Olympischen Winterspielen in Sapporo teil und erreichte im Slalom Rang neun.

## Weltcupsiege
| Datum             | Ort        | Land    | Disziplin |
| ----------------- | ---------- | ------- | --------- |
| 17. Januar 1971   | St. Moritz | Schweiz | Slalom    |
| 19. Dezember 1971 | Sestriere  | Italien | Slalom    |